# Eastern Sports Club (pallacanestro)
L'  Eastern Sports Club basketball team (Cinese semplificato: 香港东方篮球队; Cinese tradizionale: 香港東方籃球隊; pinyin: Dōngfāng Lóngshī Lánqiú Duì) è una società professionista di basket con sede nella città di Hong Kong nell'omonimo stato, che compete nella ASEAN Basketball League e nella Hong Kong A1 Division.
Nel 2015 la squadra è diventata la prima nella storia del basket di Hong Kong a diventare una squadra professionistica a tutti gli effetti, status che gli permise di entrare nel 2016 nella ASEAN Basketball League.

## Storia
L'Eastern Basketball Team è la sezione di pallacanestro della società polisportiva dell'Eastern Sports Club; società sportiva storica del panorama di Hong Kong fondata nel 1932. Dopo aver vinto un titolo nella stagione 1952 della Hong Kong A1 Division, la squadra non si era mai riuscita ad imporre come una delle potenze principali del campionato e tra la fine degli anni novanta ed il primo decennio del nuovo millennio, il club si era ritrovato addirittura a competere nella Hong Kong A2 Division Championship, il secondo livello del campionato.
Nella stagione 2015 l'Eastern riuscì ad ottenere la vittoria della Hong Kong A2 Division Championship, conquistando nuovamente la promozione nella Hong Kong A1 Division per la stagione 2016. Nell'estate dello stesso anno dopo che la proprietà della squadra era passata nelle mani del Conglomerato proveniente dalla Cina del Nenking Group, la squadra venne rinominata in Eastern Long Lions' e divenne a tutti gli effetti una quadra professionista grazie agli investimenti fatti dalla nuova proprietà.
Nella stessa stagione 2016-2017, l'Eastern entrarono nella ASEAN Basketball League diventando la prima ed unica rappresentante di Hong Kong nella storia della competizione. La prima stagione nella competizione si rivelò subito un successo per la squadra, che concluse al primo posto la stagione regolare con un record di 16-4, ottenendo così la prima qualificazione per i play-off; qui l'Eastern, guidato in panchina dallo spagnolo Eduard Torres ed in campo da giocatori come Marcus Elliott, Tyler Lamb e Josh Boone, superò per 2-0 nella serie semifinale il Saigon Heat, per poi imporsi per 3-1, nella serie giocata al meglio delle cinque partita, nella finale contro la squadra dei Singapore Slingers. L'Eastern così si laureò campione della ASEAN Basketball League nella sua stagione di esordio nella competizione.
Nella stagione 2017-2018 il club tornò anche alla vittoria del titolo nazionale della Hong Kong A1 Division; dopo essersi classificato al terzo posto in classifica nella stagione regolare, l'Eastern si rifece nella fase finale, dove affrontò prima il Winling Basket nella serie delle semifinali, vincendola per 2-1, per poi incontrarsi, nella serie valevole per il titolo, con il South China contro cui, dopo essere arrivata alla decisiva gara cinque, si impose per 80-76 nell'ultima sfida, vincendo così la serie per 3-2. Trionfo che permise alla squadra di vincere per la seconda volta nella sua storia la Hong Kong A1 Division.
Nel 2023, dopo tre anni di forzata sospensione a causa della pandemia di Covid-19, l'Eastern è stato uno dei club che ha preso parte alla stagione di ripartenza della ASEAN Basketball League. Sotto la guida dell'allenatore croato, Željko Pavličević, il team ha concluso al secondo posto la classifica della stagione regolare e, dopo aver superato nelle semifinali il NS Matrix Deers, giunse in finale per il titolo dove si riuscì ad imporre nella serie contro il Saigon Heat, conquistando così per la seconda volta il titolo della ASEAN Basketball League..
Nella stagione 2023-2024, l'Eastern ha ottenuto il suo terzo successo nella Hong Kong A1 Division, dopo aver vinto per 3-1 la serie finale contro il Tycoon Basket
Nel 2024, gli Eastern si sono uniti alla Philippine Basketball Association come squadra ospite per la PBA Commissioner's Cup 2024–25. Allo stesso tempo, hanno preso parte anche alla Hong Kong A1 Division Championship e nella East Asia Super League.

## Palmarès

### Titoli nazionali
- Hong Kong A1 Division
  - Campione (3): 1957, 2017-2018, 2023-2024

### Titoli internazionali
- ASEAN Basketball League
  - Campione (2): 2016-2017, 2023

## Organico

### Roster 2024-2025
Il roster per la stagione 2024-2025
|    | Naz.                   | Ruolo | Sportivo                 | Anno | Alt. | Peso |  |
| -- | ---------------------- | ----- | ------------------------ | ---- | ---- | ---- |  |
| 0  | Australia (bandiera)   | AG    | Hayden Blankley          | 2000 | 198  |      |  |
| 3  | Australia (bandiera)   | AC    | Ramon Cao                | 1997 | 203  |      |  |
| 6  | Hong Kong (bandiera)   | AG    | Leung Shiu Wah           | 1994 | 191  |      |  |
| 7  | Hong Kong (bandiera)   | A     | Chu Tsz Yung             | 1996 | 191  | 90   |  |
| 8  | Hong Kong (bandiera)   | G     | Chan Siu Wing            | 1993 | 183  | 75   |  |
| 9  | Hong Kong (bandiera)   | G     | Cheung Yin Lung          | 1999 | 191  |      |  |
| 11 | Canada (bandiera)      | AG    | Glen Yang                | 1996 | 193  | 85   |  |
| 13 | Hong Kong (bandiera)   | C     | Pok Yuet Yeung           | 2000 | 201  |      |  |
| 15 | Cina (bandiera)        | C     | Zhu Hao                  | 1999 | 203  | 108  |  |
| 16 | Stati Uniti (bandiera) | A     | Adam Xu                  | 1993 | 196  | 93   |  |
| 19 | Canada (bandiera)      | C     | Chris McLaughlin         | 1992 | 208  |      |  |
| 21 | Stati Uniti (bandiera) | A     | Cameron Clark            | 1991 | 201  | 95   |  |
| 22 | Canada (bandiera)      | AG    | Kobey Lam                | 2000 | 193  | 82   |  |
| 23 | Hong Kong (bandiera)   | G     | Leung Ka Hin             | 2000 | 185  |      |  |
| 35 | Regno Unito (bandiera) | G     | Sheikh Muhammad Sulaiman | 1999 | 188  | 72   |  |
| 80 | Francia (bandiera)     | AG    | Steven Guinchard         | 1993 | 196  | 87   |  |

### Staff tecnico
| Ruolo           | Nome              |
| --------------- | ----------------- |
| Capo Allenatore | Mensur Bajramović |
| Assistente      | Lui Ho Yin Peter  |
| Assistente      | Wong Ka Kit       |
| Assistente      | Yu Chi Kit        |

## Giocatori importanti

### Giocatori locali
- Lam Man Chun (2018–21)
- Siu Kin Fan Jon (2018–20)
- Daniel Onwugbonu (2018–19)
- Chan Yik Lun (2018–22)
- Ng Chung Tsun (2018-22, 2024-)
- Ip Chun Fung (2019–22)
- Adam Xu (2017–)
- Chu Tsz Yung (2023-)
- Chen Wan Tin (2021)
- So Sheung Ying (2017–20)
- Muhammad Sulaiman Sheikh (2019-)
- Wong Ho Yin (2023-)
- Cheung Yin Lung (2023-)
- Pok Yuet Yeung (2019-)
- So Chi Lok Jolin (2017–20)
- Ip Chun Kit (2016–18)
- Lee Shu Wing (2017–18)
- Lau Tsz Lai (2015–20)
- Chung Chun Sing (2016–19)
- Wu Cheuk Pan (2016–)
- Ricky Yang (2015–22)
- Leung Ka Hin Marco (2019-)
- Yip Yiu Pong (2024-)
- Chan Ka Ho (2024-)
- Cheung Pan Yin (2019–20)
- Tang Chi Hang (2015–21)
- Ma Kong San Jeff (2019, 2021)
- Chan Siu Wing (2015–)
- Lee Ki (2015–22)
- Oliver Xu (2022–)
- Ngan Wing Fai (2016–18)
- Poon Chi Ho (2015–17)
- Fong Shing Yee (2015–17)
- Cheng Kam Hing (2015–17)
- Wong Lut Yiu (2013–14, 2015–16)
- Lau Hoi To (2015–16)
- Heung Chun Keung (2015–16)
- Wu Kwok Fung (1992–94, 2014–15)

### Giocatori stranieri
- Brandis Raley-Ross (2019–20, 2021–22)
- Brandon Costner (2019–20)
- Joseph Eriobu (2019–20)
- Joshua De Villa (2021–)
- Austin Veloso (2020–2024)
- Trey Kell (2019)
- T. J. Price (2019)
- Dominic Gilbert (2022–)
- Chris Mclaughlin (2022–)
- Michael Holyfield (2019, 2019–20)
- O'Darien Bassett (2019, 2022–23)
- Tonny Trocha-Morelos (2022–23)
- Isaiah Eisendorf (2024-)
- Samuel Deguara (2018–19)
- Eric Ferguson (2018)
- Trey Gilder (2018)
- Christian Standhardinger (2017–18)
- Josh Boone (2017)
- Jasonn Hannibal (2017–19)
- Tyler Lamb (2016–18)
- Steven Guinchard (2016–17, 2019–20)
- Patrick Sullivan (2016–17)
- Marcus Elliott (2016–19)
- Ryan O'Neal Moss (2016–18)
- Chris Barnes (2015–17)
- Reggie Johnson (2014–15)
- Bryant Austin (2014–15)